# Андерссон, Себастьян
Ма́ртин Себастьян А́ндерссон (швед. Martin Sebastian Andersson; 15 июля 1991, Энгельхольм, Швеция) — шведский футболист, нападающий сборной Швеции.

## Клубная карьера
Андрессон — воспитанник клуба «Энгельхольм» из своего родного города. 15 мая 2010 года в матче против «Ландскруны» он дебютировал в Суперэттан. 19 июня в поединке против «Тролльхеттана» Себастьян забил свой первый гол за «Энгельхольм». В начале 2012 года Андерссон перешёл в «Кальмар». 9 апреля в матче против АИКа он дебютировал в Аллсвенскан лиге. 30 июня в поединке «Сюрианска» Себастьян забил свой первый гол за «Кальмар».
Летом 2014 года Андерссон присоединился к «Юргордену». 4 августа в матче против «Хельсингборга» он дебютировал за новый клуб. 25 августа в поединке против «Броммапойкарна» Себастьян забил свой первый гол за «Юргорден».
В начале 2016 года Андерссон перешёл в «Норрчёпинг». 2 апреля в матче против «Мальмё» он дебютировал за новый клуб. 9 апреля в поединке «Хеккена» Себастьян забил свой первый гол за «Норрчёпинг». В 2017 году Андрессон помог клубу выйти в финал Кубка Швеции. Летом того же года Себастьян перешёл в немецкий «Кайзерслаутерн». 9 сентября в матче против «Хольштайна» он дебютировал во Второй Бундеслиге. В этом же поединке Андрессон забил свой первый гол за «Кайзерслаутерн». 29 сентября в матче против «Гройтера» он сделал хет-трик за 9 минут.
Летом 2018 года Андерссон перешёл в «Унион Берлин». 5 августа в матче против «Эрцгебирге» он дебютировал за новую команду. 13 августа в поединке против «Кёльна» Себастьян забил свой первый гол за «Унион Берлин».

## Международная карьера
8 января 2017 года в товарищеском матче против сборной Кот-д’Ивуара Андерссон дебютировал за сборную Швеции. 12 января в поединке против сборной Словакии Себастьян сделал дубль, забив свои первые голы за национальную команду.

### Голы за сборную Швеции
| # | Дата           | Место                               | Противник | Счёт | Результат | Соревнование      |
| - | -------------- | ----------------------------------- | --------- | ---- | --------- | ----------------- |
| 1 | 12 января 2017 | Ахмед Форсес Стэдиум, Абу-Даби, ОАЭ | Словакия  | 3:0  | 6:0       | Товарищеский матч |
| 2 | 12 января 2017 | Ахмед Форсес Стэдиум, Абу-Даби, ОАЭ | Словакия  | 4:0  | 6:0       | Товарищеский матч |